# みつや
みつやは、 日本の漫画家。

## 経歴・特徴
専門学校の漫画科を卒業後、アニメスタジオの動画マン、ギャルゲーのグラフィッカー、原画家を経て、漫画家デビューする。主として、『COMICポプリクラブ』誌、『コミックメガストア』誌に作品を発表していた。この数年は『めちゃコミック』で男性向け成年漫画を執筆している。
好きなものは、カレーライス、肉じゃが、すいか、チャーハンなど。好きなアーティストや人は、木城ゆきと・金子一馬・生瀬勝久・鈴木茜・やまだひさし・KEN ISHIIなど。

## 作品リスト
- 『でるでる♥乳ネス』晋遊舎コミックス（2005年12月1日発行） ISBN 978-4-88-380501-3
収録作品：「理容店のおねぃさん」・「DVDボーイ」・「ほっと♥珈琲」・「あしたのバーガーショップ」・「キバのラーメン」・「僕のピンク」・「ランジェリーX」・「ピアノのおねぃさん」・「双子のお弁当屋さん」・「欲情!エクスタシー」・「恋のアルカナ」
- 『萌乳☆―もえにゅう―』コアマガジン、メガストアコミックス（2007年9月1日発行）ISBN 978-4-86-252217-7
収録作品：「あたたかい場所」シリーズ（「あたたかい場所」・「チューリップ」・「ホンネのワガママ」・「おこりんぼ姫」・「ズームアップ!ホロロちゃん」）・「ブラザー」・「青空シスターズ」＃1 - ＃3
- 『恋降る夜の物語』少年画報社 、ヤングコミックコミックス（2009年3月26日発売） ISBN 978-4-78-593130-8
収録作品：「炎蝶」(1)(2)・「二人のステージ」・「ラブラブ♥サプリ」・「怪盗キャッチ・ミー!」・「恋愛小説家」・「ゴールドフィンガー」・「グラディエーター」
- 『パイコレ』コアマガジン、メガストアコミックス（2009年5月25日発売） ISBN 978-4-86-252630-4
収録作品：「トマト」・「モモサプリ」・「嬉ツン!」・「でんたる　おねぃさん」・「愛シスタント♡」・「君とアルコール★セックス」・「スウィートホーム」1・2・FINISH・「おっぱいコレクション」（描き下ろし）
- 『らぶなう』コアマガジン、メガストアコミックス（2011年1月19日発売） ISBN 978-4-86-252983-1
収録作品：「魔女のキモチ」・「午後のアイスコーヒー」・「メリーさんはメイド」・「いけないレッスン」・「脱衣ポーカー」・「ゴーイング★まゆき」・「ひみつのお嬢様」（前・後編）・「プレイゲーム」
- 『クラスメイトビッチーズ』ジーオーティー、キャノプリCOMICS（2020年）ISBN 978-4-86084-890-3
- 『ねえちゃんと×××したいの?』富士美出版 、富士美コミックス（2014年8月30 日発売）ISBN 978-4-79-950309-6
収録作品：「ねえちゃんとHしたいの?」・「続♥ねえちゃんとHしたいの?」・」「ねえちゃんとHしたいの?パート3」・「ねえちゃんとHしたいの?パート4」・「女教師」・「浅井さんと三浦くん」・「この娘を抱いてあげて下さい」・「転孔生」・「放課後が止まらない」・「Hな本屋さん」・「ねえちゃんとHしたいの?～僕のプリティーマミ編～」（描き下ろし）
- 『恋する中出しタンク』富士美出版、富士美コミックス（2015年9月30日発売）ISBN 978-4-79-950405-5
収録作品：「まんぷく!」・「ねこのみるみる」・「とってもイイんちょ!」・「とってもイイんちょ!2」・「とってもイイんちょ!3」・「小倉杏とHな生物部」・「REVENGE」・「PENALTY」・「何でも知ってるもん!」